# HD 38189
HD 38189，又名BD+40 1403，SAO 40584、HR 1974，是一颗恒星，视星等为6.58，位于銀經170.11，銀緯6.03，其B1900.0坐标为赤經5h 38m 48.6s，赤緯+40° 6.03′ 52″。